# البرنس (مسلسل)
البرنس مسلسل دراما اجتماعي مصري عرض لأول مره في شهر رمضان 2020 م وتدور أحداث المسلسل حول عائلة البرنس، حيث رضوان البرنس الذي يتشارك في العديد من العلاقات الأسرية الاجتماعية بينه وبين عائلته، وذلك بعد وفاة والديه، ويجد نفسه متولي مسؤولية الجميع.

## القصة
يظهر الفنان محمد رمضان في مسلسل البرنس بدور سمكري ويتزوج من الفنانة «نجلاء بدر» ذلك حيث يعمل سمكري مع والده في ورشة وبعد وفاته يحدث مشاكل مع 6 من أشقاءه على الإرث ذلك حيث يدخل السجن مسلسل البرنس وعندما يخرج يبدأ في الانتقام من كل من ظلمه ذلك حيث الأخ الأكبر يدعى «عبد المحسن» ويجسده الفنان إدوارد، يليه «فتحي» ويجسده الفنان أحمد زاهر، ثم «ياسر» ويجسده الفنان محمد علاء، و«نورا» وتجسدها الفنانة ريم سامي، و«عبير» وتظهر في شخصيتها الفنانة رحاب الجمل، و«عادل» يجسده الفنان الشاب أحمد داش.
في إطار الدراما الاجتماعية تدور أحداث المسلسل حول عائلة البرنس، حيث رضوان البرنس الذي يتشارك في العديد من العلاقات الأسرية الاجتماعية بينه وبين عائلته، وذلك بعد وفاة والديه، ويجد نفسه متولي مسئولية الجميع.

## طاقم التمثيل
| اسم الممثل       | الدور                              |
| ---------------- | ---------------------------------- |
| محمد رمضان       | رضوان البرنس                       |
| أحمد زاهر        | فتحي                               |
| نور              | عُلا                                |
| روجينا           | فدوى                               |
| علاء زينهم       | جلال                               |
| محمد علاء        | ياسر                               |
| رحاب الجمل       | عبير                               |
| محمد مهران       | حمادة (اخو عُلا وصديق رضوان المقرب) |
| عبد الحميد سند   |                                    |
| حمدي هيكل        | جمال                               |
| محمد جمعة        |                                    |
| أحمد فهيم        | رأفت                               |
| أحمد داش         | عادل                               |
| بدرية طلبة       | عظيمة                              |
| صفاء الطوخي      | أم عُلا                             |
| سلوى عثمان       | سميحة                              |
| إدوارد           | عبد المحسن                         |
| مشيل مساك        | كباكا                              |
| عبد العزيز مخيون | الحاج/ حامد (والد رضوان)           |
| أحلام الجريتلي   | ناجية                              |

|  |  |  |  |
|  |  |  |  |